# Parasola schroeteri
Parasola schroeteri är en svampart som först beskrevs av Petter Adolf Karsten, och fick sitt nu gällande namn av Redhead, Vilgalys & Hopple 2001. Parasola schroeteri ingår i släktet Parasola och familjen Psathyrellaceae.  Arten är reproducerande i Sverige. Inga underarter finns listade i Catalogue of Life.